# Lumberport
Lumberport é uma cidade  localizada no estado norte-americano de Virgínia Ocidental, no Condado de Harrison.

## Demografia
Segundo o censo norte-americano de 2000, a sua população era de 937 habitantes.
Em 2006, foi estimada uma população de 970, um aumento de 33 (3.5%).

## Geografia
De acordo com o United States Census Bureau tem uma área de
1,3 km², dos quais 1,3 km² cobertos por terra e 0,0 km² cobertos por água.

## Localidades na vizinhança
O diagrama seguinte representa as localidades num raio de 12 km ao redor de Lumberport.